# Thyles Montes
I Thyles Montes sono una struttura geologica della superficie di Marte.